# Vectilžas pagasts
Vectilžas pagasts er en territorial enhed i Balvu novads i Letland. Pagasten etableredes i 1945, havde 490 indbyggere i 2010 og omfatter et areal på 90,86 kvadratkilometer. Hovedbyen i pagasten er Vectilža.